# والاشسکه پریکازی
والاشسکه پریکازی (به چکی: Valašské Příkazy) یک منطقهٔ مسکونی در جمهوری چک است که در شهرستان وستین واقع شده‌است.
 والاشسکه پریکازی ۲٫۳۳ کیلومتر مربع مساحت و ۲۵۸ نفر جمعیت دارد و ۴۴۰ متر بالاتر از سطح دریا واقع شده‌است.